# Achrafieh
Achrafieh (in arabo  الأشرفية‎?, al-Ashrafiyya, francesizzazione di Ashrafieh) è uno dei più antichi quartieri di Beirut.
Si trova su una collina nella parte orientale della città. Ashrafieh è tanto un distretto residenziale quanto commerciale; il nucleo storico è caratterizzato da strette strade sinuose con antichi edifici, ma ampie zone moderne ospitano banche, uffici e centri commerciali.
Il quartiere è tradizionalmente popolato da cristiani, in particolare greco-ortodossi e maroniti.